# Založba Radia Študent
Založba Radia Študent (tudi s kratico ZARŠ) je slovenska glasbena založba, ki se nahaja v Ljubljani in deluje v okviru Radia Študent. Ustanovljena je bila leta 2008 kot odziv na čedalje težje razmere na založniškem trgu za mlade in nepriznane alternativne glasbene izvajalce. Vsakoletno izda tudi kompilacijo Klubskega maratona, na kateri je običajno glasbeni material šestih neznanih glasbenih izvajalcev, z namenom, da pripomore k njihovi prepoznavnosti.
Pri ZARŠ so med drugim glasbo izdali persons from porlock, Nikki Louder, Barely Modern, Trus!, All Strings Detached, Širom in Lolita.